# Čulman (sídlo městského typu)
Čulman (jakutsky i rusky Чульман) je sídlo městského typu v Saše v Ruské federaci. Při sčítání lidu v roce 2010 měl bezmála deset tisíc obyvatel.

## Poloha a doprava
Čulman leží v Aldanské vysočině na pravém, východním břehu stejnojmenné řeky, levého přítoku Timptonu v povodí Aldanu. Nejbližší město je Něrjungri, je vzdálené přibližně 30 kilometrů jihozápadně a je do něj přímé silniční spojení. Přes Čulman prochází také Amursko-jakutská magistrála, na které je zde nádraží.

## Dějiny
Čulman byl založen v roce 1926 s 19 obyvateli. V roce 1941 získal status sídla městského typu. Ve dvacátém století zde koncem čtyřicátých a začátkem padesátých let byl pracovní tábor systému Gulag.

### Rodáci
- Nektarij (* 1974), biskup ruské pravoslavné církve